# زعيم المحاربين
زعيم المحاربين (باليابانية: シャーマンキング، بالروماجي: Shāman Kingu) (بالإنجليزية: Shaman King)‏ هو مسلسل أنمي ياباني تلفزيوني، يرتكز الأنمي على مغامرات يوه أساكورا الذي يسعى لتقوية مهاراته ليستطيع الفوز في بطولة زعيم المحاربين.
يختلف أنمي أو المسلسل عن المانغا في بعض الأشياء والأحداث، كما أن أول نشر لمانغا زعيم المحاربين كان في عام 1998، وعرض الأنمي في قناة تلفزيون طوكيو، بينما عرضت قناة 4kids النسخة الإنجيلزية للأنمي، ومن المقرر نشر 27 وحدة من مانغا زعيم المحاربين بحلول مارس 2010. عرضت النسخة العربية من الأنمي أو المسلسل في قناة إم بي سي 3 وتم عرض 61 حلقة من أصل 64 وتم قطعت القناة الحلقات الثلاث الأخيرة من الأنمي. ذكر أن الانمي سيحصل على إعادة إنتاج بعنوان (Shaman king (2021 بنفس مؤديين الأصوات ما عدا مؤدية البطل يو اساكورا.

## القصة
مانتا هو فتى صغير القامة وهو طالب في المرحلة الوسطى من المدرسة، وهو مهووس بالإشباح وتعجبه قصصها وفي أحد الليالي ذهب ليتجول في أحد المقابر، ثم فوجئ بمشاهدة العديد من الأشباح مع فتى، وبالطبع أصابه الهلع واكتشف أنه يخاف من الأشباح والأطياف. انضم الفتى الذي رآه مورتي في المقبرة إلى المدرسة، وعلم مانتا أن اسم الفتى هو يوه أساكورا، أصبح يوه ومانتا أصدقاء بعدما هزم يوه ريو قائد عصابة ديد إندرز وفعل ذلك بمساعدة طيف المحارب القديم أميدامارو, واجه يوه فتى يدعى رين وهو فرد من عائلة تاو تقاتل رين مع يوه ثم خسر يوه لكنه فاز في المرة التالية كما هزم أخته الكبيرة جين التي تسيطر على الأموات بقواها السحرية، التقى يوه ومانتا بفتاة يعرفها يوه تسمى آنا.ظهر فتى آخر يدعى هوروهورو، ويمتلك هذا الفتى شبحاً حارساً يدعى كوكورو، وسرعان ما أصبحوا اصدقاء أيضا.
في كل خمسمئة سنة يظهر مذنب الشامان وتبدأ بطولة محاربي الأوراح لنيل لقب زعيم المحاربين أو زعيمة المحاربين، قاتل يوه أحد أعضاء مجلس الشيوخ وهو سليفا وفاز عليه عندما نفذت طاقة الفريوكو لدى سليفا، كما واجه يوه لين مرة أخرى وتعادل معه بعد تلك المعركة ذهب رين لمواجهة عمه (والده في النسخة اليابانية) الذي كان يملئ رأس لين بالحقد، لحق يوه أساكورا وهوروهورو ومانتا وريو الذي أصبح من أصدقائهم برين وهزموا عمه، انتقل الجميع للمرحلة الثانية في بطولة زعيم المحاربين، وفي طريقهم إلى صحراء أمريكا ليجدوا قرية پاتش، التقوا بالشرير الرئيسي في الأنمي وهو هاو أساكورا وهو أخو يوه التوأم كما اكتشفوا لاحقاً.
في بداية البحث عن قرية پاتش التقى أحد المحاربين الصغار وهو لايزرغ بفريق يوه وأكمل طريقه معهم لكنه كان يميل إلى الجدية أكثر من البقية، أرسل هاو أحد اعوانه ويسمى بازل للقضاء على اصدقاء يوه لكن قضي عليه من قبل جماعة أكس رولز وهو في وسط القتال مع فريق يوه، تأثر لايزرغ بجماعة أكس رولز وانضم إليهم فيما بعد، بعد قليل ظهر محارب أرواح يدعى تشوكولوف وهو يريد أضحاك الناس عبر نكته وأصبح عضوا من فريق يوه، أرسل هاو ثلاث فتيات للقضاء على أصدقاء يوه لكن قبل أن يقتلنهم جميعاً قامت آنا بالتدخل مع فاوست ثم أعطت يوه كتاب هاو، استطاع يوه وأصدقاءه امتلاك قوة كبيرة من الكتاب، كما أن يوه وأصدقاءه هزموا فتيات هاو وأستطاعوا أن يهزموا 4 من أعضاء جماعة أكس رولز عندما تشابكت الأمور بينهم، ذهبت قائدة جماعة أكس رولز وهي جين المرأة الحديدية للتكلم مع يوه أساكورا وتأمل في إقناعه بالانضمام إلى جماعة أكس رولز وكان هذا أول ظهور لشكلها الكامل عند معركتها مع بعض المحاربين المزيفين الذين قاطعوا حديثهم مع يوه وطلبوا القتال معها ومع لايزرغ ومع ماركو القائد شبه الرسمي لأكس رولز.
بعدما وجد فريق يوه قرية پاتش، كانت الفرق القوية آنذاك جماعة أكس رولز وفريق يوه أساكورا، وهاو أساكورا وأتباعه وفريق شارونا المكون من فتيات، كان أمل أعضاء جماعة أكس رولز القضاء على ها أساكورا وإنهاء سلسلة الاستنساخ بالقضاء على أخوه التوأم يوه عبر بوابة بابل، ولفعل ذلك قام لايزرغ بخطف مانتا لكي يأتي يوه لإنقاذه ويدخلونه في نطاق المكان الذي تستطيع البوابة تدميره، أتى يوه وأصدقاءه وكما أتى هاو أساكورا لكي يدمر البوابة وقام بإصابة جين المرأة الحديدية وظن أنه قتلها بينما كانت هي تستجمع طاقة الفريوكو لديها لفتح بوابة بابل. بينما كان الجميع يتقاتلون أستطاعت جين فتح بوابة بابل وسحبت البوابة كل شخص في نطاقها إلى بعد آخر، لكن هاو أساكورا قام بتدمير البوابة، بعد تلك المعركة عرف هاو مكان زعيم المحاربين وقام بالهجوم على أعضاء المجلس، وتم إلغاء مسابقة زعيم المحاربين بسبب أفعاله، ثم أنطلق لكي يجد زعيم المحاربين ويتمص قوته وينشئ عالمه الخاص، ذهب يوه وأصدقاءه لإيقافه، قاتل يوه هاو أساكورا وهزم هاو يوه بسهولة وقام هاو بامتصاص طيف يوه، عندما علم أصدقاء يوه مع لايزرغ الذي انضم إليهم، قاموا بالهجوم على هاو وبفضل صيحاتهم وأملهم في يوه وبفضل أميدامارو استطاع طيف يوه الرجوع إلى جسده وقاتل يوه هاو وأرسلت جين المرأة الحديدية طاقتها مع جميع المتسابقين وأصدقاء يوه ومجلس الشيوخ طاقتهم إلى يوه وهزم زيك بهجوم قوي، ثم وجد الجميع نفسهم خارج قرية پاتش، وعاد يوه وأصدقاءه إلى منازلهم لينتظروا بداية مسابقة زعيم المحاربين الجديدة.

## الشخصيات
تتنوع الشخصيات في ملك شامان، فهناك يوه أساكورا البطل وصديقه الوفي مانتا، وريو قائد عصابة ديد إندرز، ورين العصبي وأخته جون، وهوروهورو المرح وأخته بيريكا، وشوكولوڤ المحارب المضحك، وآنا، خطيبة يوه أساكورا وفاوست الثامن وتاماو، كما تظهر الكثير من الشخصيات مثل شارونا وفريقها، وعائلة أساكورا.
و في الجهة الأخرى توجد جماعة أكس لو القوية، وقائدتهم جين المرأة الحديدية وماركو القائد شبه الرسمي لجماعة أكس لو، ولايزرغ الذي انضم إلى أكس لو لكي يقضي على هاو أساكورا كما تنوي أكس لو فعل هذا. وبالنسبة للجانب الشرير نجد هاو أساكورا وأتباعه المخلصين له.

## الأصوات العربية
- هشام حمادة
- زهرة المصري
- جهاد مناصرة
- وفاء عبدالله
- ليندا دعنا
- بشار نجم
- سهير عودة
- سناء المفلح
- أسماء مصطفى
- ماهر جابر
- خالد نافر
- عبدالله حميد
- ولاء الخوالدة
- مرام الشريف

## الإنتاج

### الأنمي
حلقات أنمي ملك شامان أخرجت بسيجي ميزُشيماوأنتجت بشركة Xebec، كان أول عرض لحلقات ملك شامان في TV Tokyo في اليابان وعرضت بين تاريخ 4 يوليو 2001 و25 سبتمبر وكان عدد الحلقات هو 64، عرض أنمي ملك شامان أيضا عبر قناة 4Kids في تاريخ 30 أغسطس 2003، كما عرض الأنمي في قناة أم بي سي 3 وتم عرض 61 حلقة من أصل 64 في قناة أم بي سي 3 وكان هذا بسبب قطع القناة لآخر 3 حلقات بدون سبب. كما يتوقع أن يتم إنشاء جزء جديد من ملك شامان بسبب طرح سلسلة جديدة من مانجا ملك شامان.

### المانجا
كتبت ورسمت فصول مانجا ملك شامان بواسطة هيرويوكي تاكي، تم نشرها بين عام 1998 وعام 2004، تحتوي السلسلة على 285 فصل في 32 جزء (وحدة)، وتمت إعادة طباعة السلسلة بكاملها بصور واضحة وملونة. قامت شركة VIZ Media التي تنشر سلسلة المانجا في أمريكا الشمالية بتعديل شفاه جوكو لكي تبدو أصغر حجماً في الإصدار الأمريكي واعتبر الكثير ان هذا هو رمز من رموز العنصرية في أمريكا. تم نشر قصة جانبية للمانجا وهي «فنباري نو أوتا» تكون احداث القصة بعد سبع سنوات من نهاية سلسلة المانجا. يتم نشر الآن سلسلة جديدة من المانجا مكونة من 27 جزء أو وحدة.

## روابط خارجية
- زعيم المحاربين على موقع ANN manga (الإنجليزية)